# Shukria Asil
Shukria Asil est une militante sociale afghane qui agit pour les droits des femmes,. 
En 2009, elle parvient à annuler le licenciement de trois enseignantes de Baghlân : des informations négatives, sur elles, avaient été publiées,  par le ministère de l'Éducation. En 2010 , elle est l'une des quatre femmes membres du Conseil provincial de Baghlân. En 2012, elle dirige le département de la culture et de l'information de la province de Baghlân.
Shukria Asil est également intervenue dans le cas d'une jeune fille rejetée par sa famille après avoir subi un viol collectif : elle parvient à réconcilier la famille, malgré le fait que le gouverneur de la province ait tenté de la dissuader.
Elle agit également pour les droits des femmes et notamment par la création de groupes de réseautage pour les femmes, menant la lutte pour obtenir des écoles de conduite pour les femmes mais aussi l'élargissement des possibilités d'éducation pour les jeunes filles. 
Pour son action, elle fait face à des menaces d'enlèvement et de mort mais elle poursuit au péril de sa vie.
Elle obtient, le 10 mars 2010, de la secrétaire d'État des États-Unis, Hillary Clinton, le Prix international de la femme de courage.

## Sources
- (en) Cet article est partiellement ou en totalité issu de l’article de Wikipédia en anglais intitulé « Shukria Asil » (voir la liste des auteurs).